# Antoine Desboeufs
Antoine Desboeufs, né le 13 octobre 1793 à Paris et mort le 12 juillet 1862 à Passy, est un médailleur et sculpteur français.

## Biographie
Antoine Desboeufs obtient le troisième prix de Rome en gravure de médaille et pierre fine en 1813, et le premier prix de Rome en gravure de médaille et pierre fine en 1814 pour Guerrier saisissant ses armes sur l'autel de la pairie. Il fut avant tout un médailleur, il ne s'intéressa à la sculpture qu'à partir de 1830. Il était élève de Pierre Cartellier.

## Œuvres

### Médaille
- Jean Lambert Bonjean (14 novembre 1796-14 novembre 1851), gloire de l'industrie française.

### Sculpture

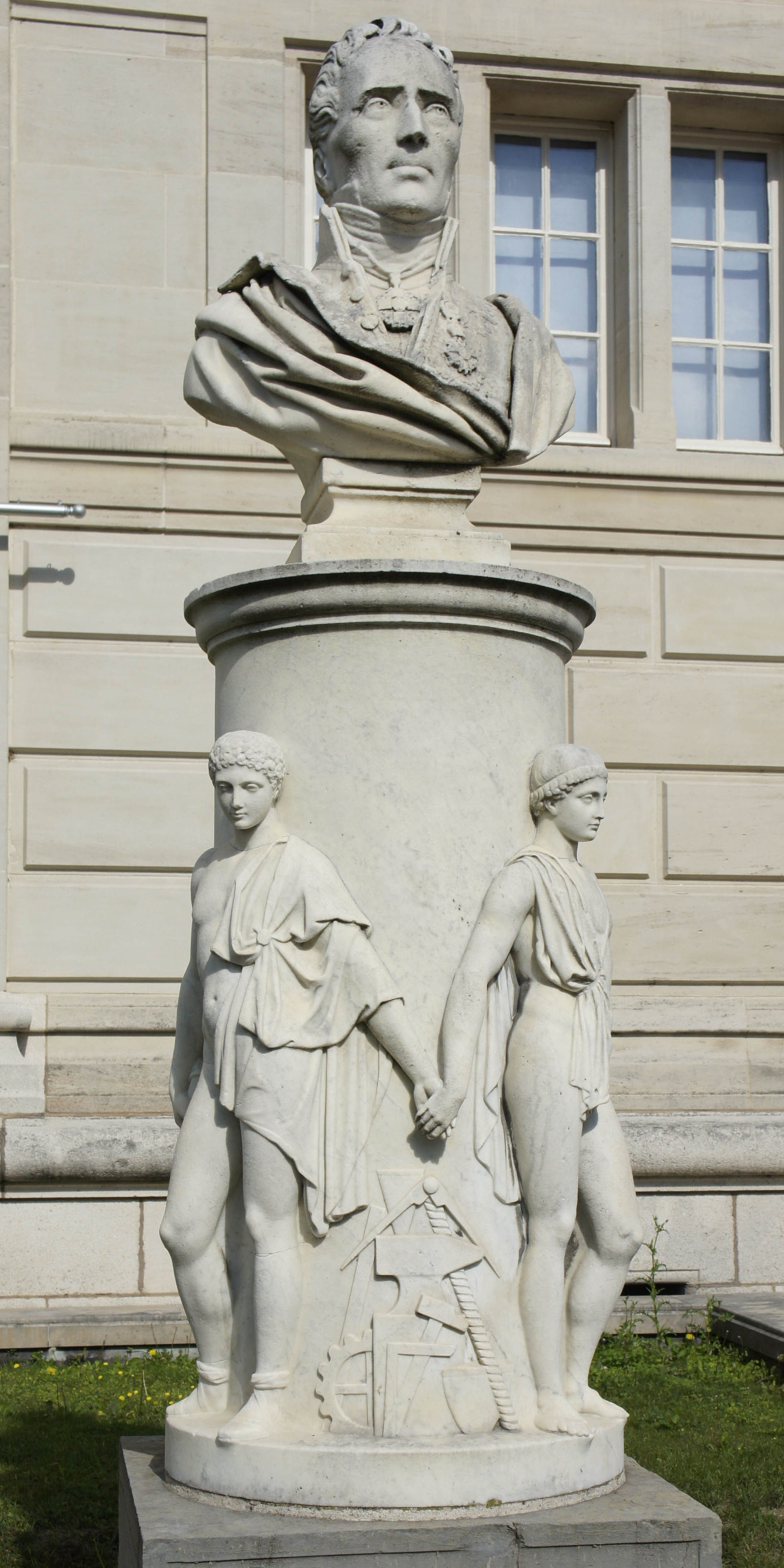
Monument à Claude-Laurent Bourgeois de Jessaint (1869), Châlons-en-Champagne, archives départementales.

- Amiens, Musée de Picardie : L’Ange gardien (Salon de 1833) ;
- Châlons-en-Champagne, archives départementales : Monument à Claude-Laurent Bourgeois de Jessaint, 1869, buste en marbre ;
- Paris :
  - église de la Madeleine : 
    - Madeleine pleurant le Christ ;
    - Le Christ évangélisant sainte Anne ;

  - Comédie-Française : Lesage, 1842, marbre. Une copie en plâtre est conservée au conseil général du Morbihan, un exemplaire en bronze est érigé devant la mairie de Sarzeau, ville natale de Lesage ;
  - fontaines de la Concorde : une des statues de la fontaine réalisée par l'architecte Jacques Ignace Hittorff ;
  - Institut de France : Antoine-Isaac Sylvestre de Sacy, buste en marbre ;
  - Barrière du Trône :
  - La Victoire, haut-relief d'une des deux colonnes ;
  - La Paix, haut-relief d'une des colonnes ;
- Versailles, musée de l'Histoire de France :
  - Charles d'Orléans ;
  - Jean de Gassion (1609-1647), comte de Gassion, maréchal de France ;
  - Bernard de Clairvaux (1090 ou 1091–1153), Saint Bernard, abbé de Clairvaux ;
  - Alain-René Lesage (1668-1747), romancier et auteur dramatique français ;
  - Marie-Thérèse d'Autriche (1638-1683), infante d'Espagne, reine de France et de Navarre ;

Œuvres d'Antoine Desboeufs
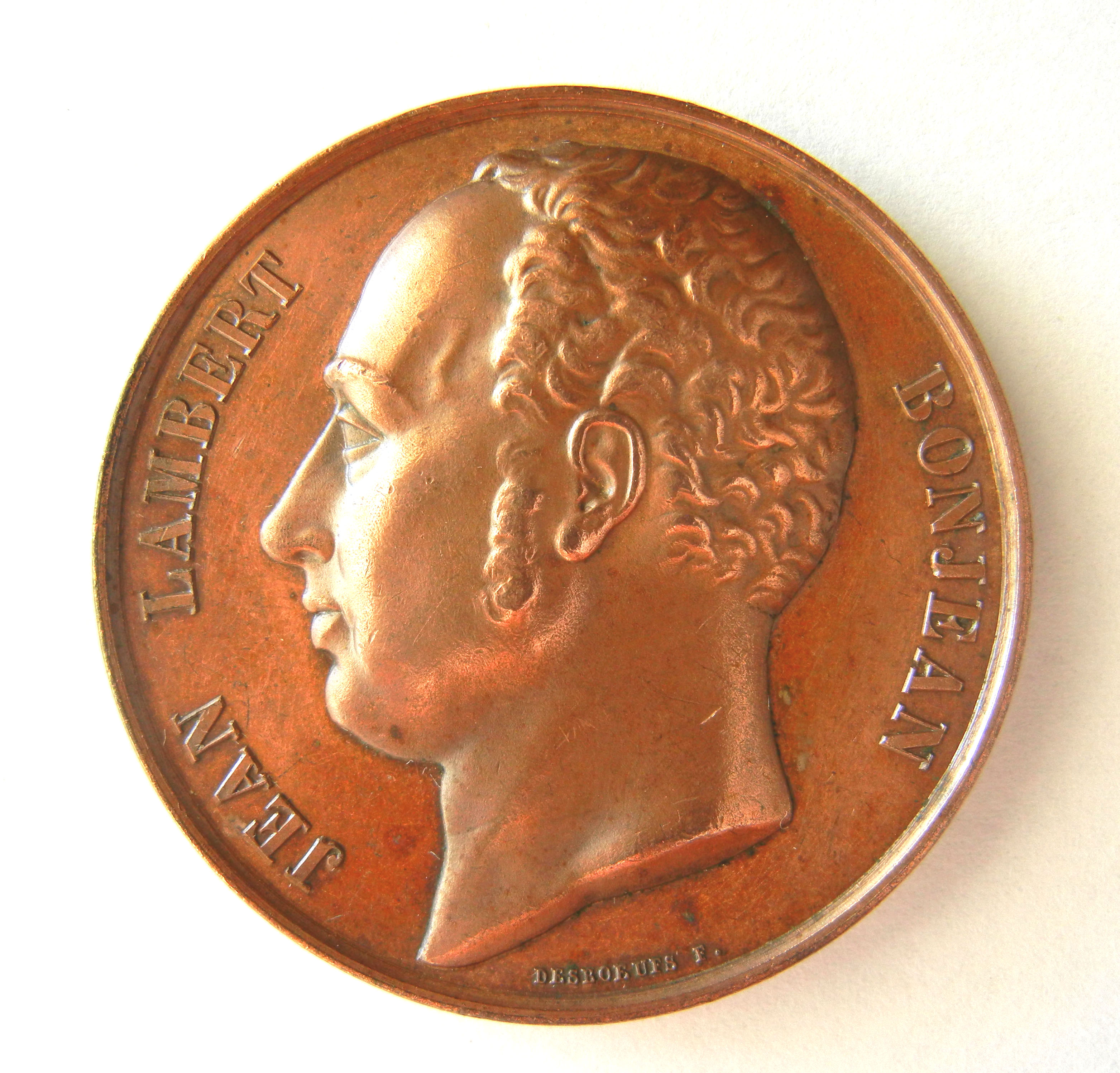
Jean Lambert Bonjean (1796-1851) industriel français, avers.
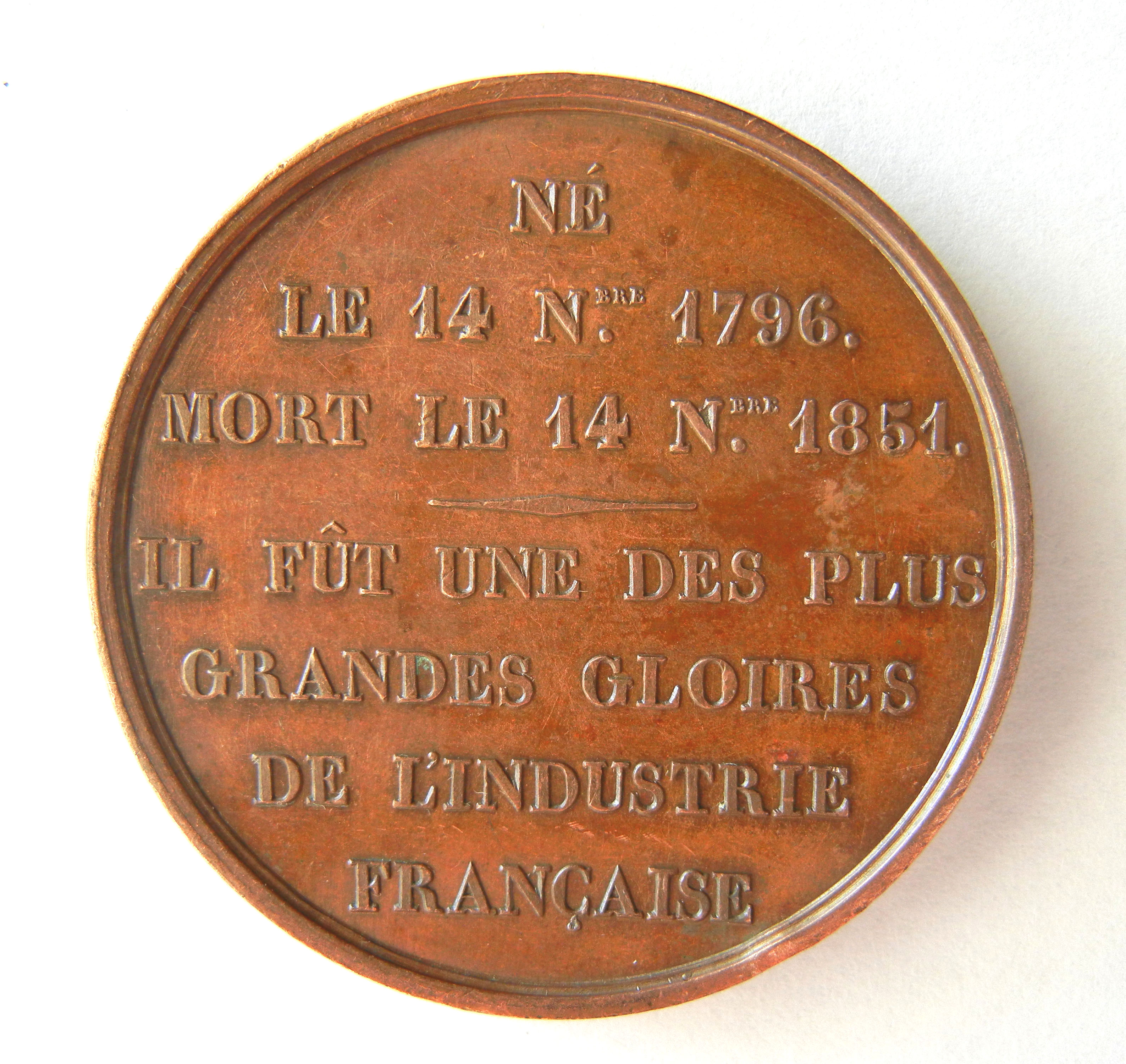
Jean Lambert Bonjean (1796-1851) industriel français, revers.

## Élèves
- Louis-Eugène Bion (1807-1860), vers 1828.
- Pierre-Charles Simart (1806-1857).